# Lear Corporation

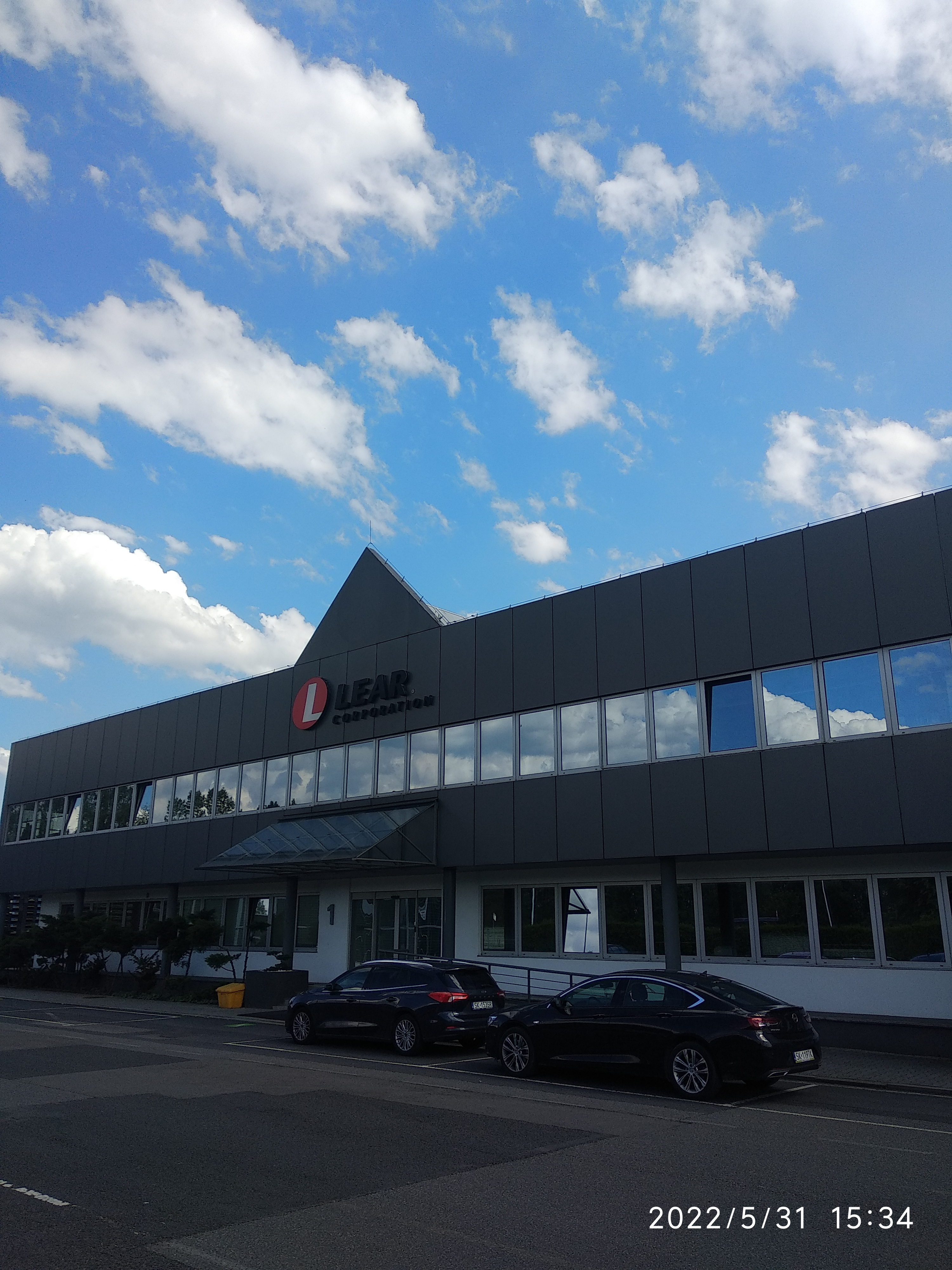

Lear Corporation — американська компанія, яка виробляє автомобільні сидіння та автомобільні електричні системи. У 2019 році він посів # 147, а в 2018 році — 148 у списку Fortune 500.

## Ранні стадії
Lear Corporation була випущена як American Metal Products в 1917 році в Детройті, штат Мічиган. На момент свого заснування вона займалася виробництвом трубчастих, зварних та штампованих вузлів для авіаційної та автомобільної промисловості.
Лір виріс протягом 1980-х та 1990-х років завдяки серії придбань. Компанія прагнула стати постачальником комплектних інтер'єрних автомобільних систем, тобто постачальником сидінь, електрики, підлоги, обшивки салону, панелей приладів тощо для автовиробників оригінального обладнання.

## Спадщина United Technologies Automotive
16 березня 1999 р. Лір оголосив, що придбає United Technologies Automotive, дочірню компанію United Technologies Corporation, яка виробляла панелі приладів, електророзподільні системи, двигуни та деталі повітряного потоку, панелі міжкімнатних дверей та вимикачі, за 2,3 млрд доларів. 4 травня 1999 року Лір оголосив, що завершив придбання.

#### Наступний еквайринг
5 квітня 2004 року Лір оголосив, що заплатить 220 мільйонів доларів за Wuppertal, німецький Grote & Hartmann, виробника електричних компонентів.  6 липня 2004 року Лір оголосив, що завершив операцію.

#### Відділ збірки та внутрішніх систем Spinoff
Станом на кінець 2005 року, більшість компаній-виробників автомобілів OEM заявили, що більше не хочуть купувати загальний інтер'єр у будь-якої компанії. Оскільки це було основною метою Ліра при складанні цих трьох підрозділів, а Відділ внутрішніх систем не був прибутковим, компанія почала прагнути позбутися цього підрозділу.

#### Ще одне розширення та придбання відділу внутрішніх систем
На початку 2007 р. Корпорація Lear завершила передачу фактично всього свого колишнього Північноамериканського підрозділу внутрішніх систем до Міжнародної групи автомобільних компонентів (IAC), спільного підприємства Lear, WL Ross & Co. та Franklin Mutual Advisers. Угода залучила 26 виробничих підприємств та два спільних китайських підприємства. Лір також внесли 27 мільйонів доларів готівкою за 25-відсотковий відсоток в IAC і варіанти на додаткові 7 відсотків.
Також у 2007 році рада директорів Lear погодилася на пропозицію про поглинання в розмірі 2,3 мільярда доларів від American Real Estate Partners, філії фінансиста Карла Ікана, за умови схвалення акціонерів. Лір заявив, що буде продовжувати розмову з іншими зацікавленими сторонами, однак Ікан отримає плату в розмірі 100 мільйонів доларів, якщо буде прийнята інша пропозиція. Пізніше угода була проголосована проти акціонерів.

#### Близько до банкрутства
2 липня 2009 р. Bloomberg News повідомила, що Lear Corp. планує подати заяву про банкрутство глави 11 після досягнення згоди з представниками забезпечених кредиторів та власників облігацій. 9 листопада 2009 року Лір оголосив, що вийшов з банкрутства.

#### Сімончіні стає генеральним директором
10 серпня 2011 року Лір оголосив, що старший віце-президент та фінансовий директор Метт Сімончіні був обраний головним виконавчим директором та президентом з 1 вересня 2011 р.

#### Премія ПАРЄ
У 2012 році Automotive News нагородили Lear нагородою провідних постачальників автомобільних послуг до досконалості (PACE) за інновації, технологічний прогрес та ділові показники за твердотільну інтелектуальну розподільну коробку (S3JB), зазначивши, що Лір "S3JB розподільна коробка має 1) інтегрований твердотільний корпус технологія запобіжників для усунення реле, 2) створив новий пакет, який більше не повинен бути доступним з відділення для водія, що зменшує неприємні дзвінки та знижує повернення гарантійних зобов'язань на електричні пристрої, 3) створив та встановив розумну програмну логіку з детальною діагностикою, щоб дозволити невдала безпечна експлуатація ', та 4) спроектував єдину державну конструкцію плати із запатентованими тепловими аспектами, що дозволяє безліч системних та пристройових підключень та різні конфігурації полегшити виробничі процеси.

#### Поглинання Гілфорд Міллз
У травні 2012 року Лір придбав компанію Guilford Mills за автомобільні та спеціальні тканини за 257 мільйонів доларів. На додаток до тканинної техніки, Гілфорд виробляє тканини для ринків, включаючи фільтрацію води, покриття вікон, одяг, що працює, для медичного та іншого промислового застосування.

#### Придбання ТОВ «Ігл Оттава»
У серпні 2014 року було оголошено, що Lear Corp придбає постачальника автомобільної шкіри Eagle Ottawa LLC за плату в 850 мільйонів доларів.

#### Нагоди 2015
У травні 2015 року компанія оголосила, що відкриє новий автомобільний завод в Гостіварі, КЮРМ, влітку 2015 року. Це мало бути першим об'єктом Ліра в КМР.
У серпні 2015 року компанія придбала інтелектуальну власність та інженерну команду Autonet Mobile. Autonet Mobile був розробником підключених автомобільних рішень  з використанням мобільних, WiFi, Bluetooth та хмарних рішень.
У листопаді 2015 року компанія придбала Arada Systems. Arada Systems була технологічною компанією, що спеціалізується на системах зв'язку автомобіль до транспортного засобу та транспортних засобів до інфраструктури (V2V та V2I, разом V2X). Вони розробили апаратне та програмне забезпечення для V2X, використовуючи свої знання в галузі спеціального зв'язку на короткий діапазон (DSRC) 5,9 ГГц та інших дротових та бездротових технологій, таких як CAN та GPS

#### Прийнята угода про поглинання Grupo Antolin
У лютому 2017 року було оголошено, що Lear Corp підписала остаточну угоду про придбання автомобілебудівного бізнесу Grupo Antolin. Операція оцінена в 286 млн. Євро без готівки та без боргів. Lear Corp фінансував операцію з готівкою в готівці.

#### Залучення до Формули 1
Лір підтримував команду Jaguar Racing Team на чемпіонаті світу 2001 року Формули-1, а також на змаганнях Формули Е.